# Cutscene
Begrebet cutscene stammer fra engelsk, og er relateret til computerspil. En cutscene er en animeret, af og til filmisk, sammenbinding mellem to spilbare sektioner af et spil. Ofte er der mange cutscenes, og de bruges primært til at viderefortælle spillets historie.
Spiludviklere kan benytte sig af både "in-game cutscenes" og egentlige filmstykker. Brugen af begge er blandt andet set i Tomb Raider III og StarCraft. Ved et "in-game cutscene" forstås en cutscene, der er animeret ved brug af spillets grafikmotor, og jævnligt tager plads i det spilbare miljø, og eventuelt også med spilbare modeller.
Interaktive cutscenes lader spilleren foretage valg, der påvirker udfaldet af en cutscene, og disse kan være markant anderledes fra resten af gameplayet. Eksempler herpå kan være test af reaktionsevne, eller valg af sætninger i en løbende dialog.

## Trivia
- I Tomb Raider-serien brugte første spil, Tomb Raider fra 1996, egentlige film som "cutscenes," mens remaket fra 2007, Lara Croft Tomb Raider: Anniversary bruger "in-game cutscenes" til at vise de samme episoder.

| computerspil | Spire Denne computerspilsrelaterede artikel er en spire som bør udbygges. Du er velkommen til at hjælpe Wikipedia ved at udvide den. |